# A-bus (Roskilde)
 For alternative betydninger, se A-bus. (Se også artikler, som begynder med A-bus)
A-busser er en type bybusser i Roskilde, der kører forholdsvis ofte og er let tilgængelige i kraft af mange stoppesteder. A-busserne er gule og kan kendes på deres røde hjørner.
Der er to A-buslinjer i Roskilde, der begge blev oprettet 11. december 2011. Linje 201A kører fra Svogerslev vest for byen via Hyrdehøj, Roskilde Station og Himmelev til Trekroner Station i øst ved RUC. Linje 202A kører fra Margrethehåb i nordvest via Låddenhøj og Roskilde Station til Musicon i syd. De to A-buslinjer suppleres af et antal almindelige bybuslinjer.
A-buslinjerne tilhører Movia, der har udliciteret driften til Umove. Både A-buslinjerne og de øvrige bybuslinjer betjenes siden 2019 af batteridrevne elbusser. Det gør Roskilde til den første by i Danmark, hvor bybusserne udelukkende er elbusser. Siden 2011 har Movia og Roskilde Kommune desuden arbejdet på at omdanne de to A-buslinjer efter +Way-konceptet med højklassede busbaner og stoppesteder.

## Generelt
A-busser er oprindelig HUR Trafik og nu Movias udgave af begrebet stambusser, der også findes i flere andre større byer under forskellige betegnelser, for eksempel Berlin (Metrobus) og Stockholm (stombusslinjer). De er tænkt som linjer af høj kvalitet med hyppig drift og direkte linjeføringer, der udgør et attraktivt grundnet. Med deres røde hjørner i højre side foran og venstre side bagpå er de let genkendelige. På stoppestedsstanderne er de markeret med røde skilte, ligesom der en del steder er automatisk nedtælling til næste bus på de linjer, der stopper der.
Roskilde betjenes af to A-buslinjer, 201A og 202A, der suppleres af almindelige bybuslinjer. Som udgangspunkt køres hvert kvarter i dagtimerne mandag-fredag og hver halve time aften og weekend. På linje 202A er der desuden ekstrakørsel mellem Roskilde st., Sygehuset og uddannelsesinstitutionerne i Musicon i myldretiderne. Derudover kører begge linjer hver halve time nat efter fredag og lørdag. Busserne er batteridrevne Yutong E12LF-elbusser, der oplades på entreprenøren Umoves garageanlæg i Marbjerg.

## Historie
Konceptet med A-busser kommer fra København, hvor de første kom på gaden 20 oktober 2002. Baggrunden for indførelsen af dem var etableringen af metroen i København, der medførte en række ændringer og reduktioner af busnettet. I den forbindelse valgte man at nytænke nettet med seks stambuslinjer med så høj hyppighed, at køreplaner kunne undværes, og suppleret af et antal almindelige linjer med lavere hyppighed. Konceptet havde svenske og nederlandske forbilleder og ville være overskueligt og attraktivt for passagererne. Navnet A-busser blev valgt med den begrundelse, at "A står for det bedste vi har (A-klasse)"
A-busserne blev indført af HUR Trafik, en del af det daværende Hovedstadens Udviklingsråd. Det blev imidlertid nedlagt ved Strukturreformen i 2007, hvor HUR Trafik samtidig blev fusioneret med Vestsjællands Trafikselskab og Storstrøms Trafikselskab til Movia. Det nye selskab valgte efterfølgende at udbrede konceptet med A-busser til en række provinsbyer rundt om på Sjælland i 2009-2011. Her oprettedes der en eller to linjer i hver, der typisk fik kvarterdrift i dagtimerne mandag-fredag. Det var godt nok en lavere frekvens end i København, men til gengæld var det højere end de almindelige bybuslinjer i provinsbyerne.
Roskilde fik to A-buslinjer ved køreplansskiftet 11. december 2011 i forbindelse med etableringen af et nyt bybusnet. Det eksisterende bybusnet havde eksisteret i 25 år men med mange justeringer undervejs. Det blev nu forenklet med færre og direkte linjer og med flere busser i timen, også om aftenen og i weekenden. Desuden blev der lagt vægt på betjeningen af de store udviklingsområder Musicon og Trekroner. Ved udarbejdelsen af det nye bybusnet blev der foretaget en grundigt inddragelse af borgerne med blandt andet workshops, borgermøder og borgerpaneler.
Grundstammen i det nye bybusnet blev de to A-buslinjer, 201A og 202A. Linje 201A kom til at køre fra Svogerslev vest for byen via Hyrdehøj, Roskilde st. og Himmelev i nord til Trekroner st. i øst ved RUC. Mellem Svogerslev og Roskilde st. erstattede den linje 602. Mellem Roskilde st. og Himmelev erstattede den en del af linje 603, idet dennes kørsel videre nordpå til Veddelev blev overtaget af en ny linje 204. I Trekroner erstattede linje 201A en del af linje 604, idet den dog kom til bydelen fra nord i stedet for fra vest. Linje 202A kom til at køre fra Margrethehåb i nordvest via Låddenhøj og Roskilde st. til Musicon i syd. I nordvest blev kørslen koncentreret på Låddenhøj og Møllehusvej, hvor den hidtidige linje 601 havde kørt i en større sløjfe gennem kvarteret. I syd erstattede linje 202A den hidtidige linje 605 til Roskilde Handelsskole men med sløjfekørsel i kvarteret Musicon i stedet for ved Bakkekammen.
Det umiddelbare indtryk af det nye bybusnet var dog ikke så godt. For de borgerne, der var involverede i borgerinddragelsen, var ikke nødvendigvis de samme som dem, der blev berørt af ændringerne. Tværtimod oplevede en del, at der ikke længere var busser og stoppesteder der, hvor der plejede at være. Resultatet var en række kritiske røster i læserbreve og på borgermøder og en del efterfølgende justeringer. Men ikke desto mindre kunne der samtidig konstateres stigende passagertal. Til at begynde med steg det fra 5 mio. passagerer i hele kommunen i 2011 til 5,1 mio. året efter. I 2014 var det 5,3 mio. og i 2017 5,6 mio., heraf 2,8 mio. med bybusserne.
Efter oprettelsen har linje 201A kørt stabilt bortset fra et par omlægninger ved vejarbejder. Linje 202A er derimod blevet ændret i begge ender. 9. december 2012 blev den således gaffeldelt i vest, så hver anden afgang i dagtimerne fortsatte ligeud ad Låddenhøj til en vendeplads ved Peblingevej i stedet for at køre til Margrethehåb. Gaffeldelingen ophørte 11. december 2016, hvorefter Margrethehåb blev endestation for alle afgange i vest. I syd kom der udvidet kørsel i myldretiden mellem Roskilde st., Sygehuset og Musicon fra 10. august 2014 til erstatning for linje 208E, der nedlagdes. Forholdene i Musicon er desuden blevet ændret flere gange. Oprindeligt kørtes i en sløjfe ad Rabalderstræde - Pulsen - Maglegårdsvej - Søndre Ringvej, men det blev ændret til Køgevej - Stenkrogen - Pulsen - Maglegårdsvej - Søndre Ringvej i sommeren 2012. Ved køreplansskiftet 10. december 2017 blev sløjfekørslen imidlertid vendt om, så busserne kom til at stoppe på samme side af vejen som de fleste boliger og uddannelsesinstitutioner i området.

### +Way
Forud for oprettelsen af linje 201A og 202A i 2011 fik Movia og Roskilde udarbejdet en vision om, at de to linjer efterhånden skulle omdannes til +Way, der er Movias udgave af bus rapid transit med højklassede busser, busbaner og stoppesteder. I den 25-årige vision blev der lagt op til, at +Way skulle være effektiv og miljøvenlig transport. Desuden indgik det i den overordnede byplanlægning, idet der skulle ske en fortættet bebyggelse langs med linjerne.
I visionen bestod +Way af fire grundelementer: +Sporet, +Øen, +Stoppet og +Bussen. +Sporet var bussernes tracé, der fungerede som en videreudvikling af de klassiske busbaner. De skulle være tydeligt markerede og have en jævn belægning. Desuden skulle der foretages fremkommelighedstiltag, signaloptimering og andet, der kunne være med til at reducere køretiden. +Øen var et byrum, der fungerede som et superstoppested. Det kunne være et trafikalt knudepunkt, men det kunne også være et sted, der hang sammen med byens forskellige funktioner. Derudover skulle det være et sted, der inviterede til ophold, idet den egentlige udformning dog skulle tilpasses de lokale forhold. +Stoppet var et almindeligt stoppested, der blev tilpasset +Way-konceptet. De skulle være genkendelige og let tilgængelige men også tilpasset de lokale forhold. Brug af fremrykkede stoppesteder kunne desuden prioritere busserne frem for bilerne. +Bussen skulle være miljøvenlig, komfortabel og tilpasset passagernes forskellige behov.
I de efterfølgende år gik arbejdet med visionen i gang med forskellige fremkommelighedstiltag. Desuden kom stoppestederne ved Stændertorvet og Teknisk Skole i Musicon til at bygge på konceptet om +Øen. Visionen lagde desuden op til, at der på længere sigt kunne ske yderligere udbygninger med forlængede og nye +Spor, for eksempel til Risø og Sct. Hans.

### Elbusser
I 2014 besluttede Roskilde Kommunes Plan- og Teknikudvalg, at der skulle ske en øget indsats for miljøvenlig buskørsel. I første omgang skete der ved, at der gradvist blev indført 2. generations biodiesel. Efterfølgende blev ambitionerne øget, så busser der overholdt Euro 6-normen eller elbusser kunne komme på tale. I 2016 blev der som forsøg indsat en, senere to, elbusser på A-buslinjerne i Roskilde. Der var tale om to kinesisk/nederlandske Ebusco, hvoraf den ene i forvejen havde været demobus i flere europæiske lande. Efter et år måtte de dog tages ud af drift, da busserne fra den lille nye leverandør ikke fungerede stabilt. Movia leverede imidlertid en analyse om mulighederne ved brug af elbusser fra anerkendte leverandører. Desuden viste en studietur til Göteborg, at elbusser godt kunne fungere i et skandinavisk klima. På den baggrund valgte kommunen at gå videre med planerne om elbusser i samarbejde med Movia.
I juli 2017 blev A-buslinjerne og de øvrige bybuslinjer i Roskilde sat i udbud med henblik på indførelse af elbusser i fuldt omfang. På linje 201A og 202A skulle der indsættes 10 elbusser. Til linje 203, 204, 205, 206, 208, 209, 212 og den faste ekstrakørsel på 202A skulle der bruges 7 elbusser, men her var der dog en option med dieselbusser, der opfyldte Euro 6-normen, i stedet. Opladningen af elbusserne kunne ske enten i garagen eller ved ladestationer ved endestationerne. I sidstnævnte tilfælde skulle der desuden opsættes en ekstra ladestation ved Roskilde Station som reserve. Alle busser uanset type skulle desuden være trinfri og forberedt på fri ind- og udstigning af alle døre, hvis det senere skulle blive aktuelt. For busserne på linje 201A og 202A var der desuden en option på senere omlakering i det turkis +Way-design og en yderligere option med ændring af sæder og holdestænger til samme design.
Udbuddet blev afgjort i begyndelsen af februar 2018, hvor Umove fik tildelt kørslen på A-busserne og de øvrige bybusser i Roskilde. I første omgang blev det besluttet, at de to A-buslinjer skulle drives med elbusser med opladning i garagen. Efterfølgende vedtog Roskildes kommunalbestyrelse så 28. februar 2018, at de øvrige bybuslinjer også skulle drives med elbusser. Med vedtagelsen blev Roskilde det første sted i landet, hvor hele bybusdriften drives elektrisk og ikke kun som forsøg eller en enkelt linje. Det forventes at elbusserne vil spare Roskilde Kommune for 1.400 ton CO2 årligt, svarende til den årlige udladning fra ca. 470 personbiler. Desuden bliver den oplevede støj halveret i forhold til dieselbusser, hvilket især har betydning for Roskildes historiske og tætbebyggede bymidte.
Umove har anskaffet i alt 20 elbusser, så der også er tre i reserve. De kommer fra det kinesiske firma Yutong, der er verdens største busproducent, men som her for første gang leverede til det danske marked. Ting som rejsekortudstyr, IT-systemer og infotainmentskærme blev dog først monteret efter leveringen. Udadtil er busserne i den sædvanlige gule Movia-farve og med røde hjørne på A-busserne, men de kan kendes på deres to pukler på taget. Hver af busserne er forsynet med 12 batteripakker med tilsammen 374 kWh, der gør det muligt at køre 250-300 km på en opladning. På en enkelt af linjerne må busserne byttes ud i løbet af dagen, men på resten kan man nøjes med opladning på garageanlægget om natten. Garageanlægget er anlagt i Marbjerg i det østlige Roskilde. Det omfatter en omfattende ladeinfrastruktur med to store akkumulatorenheder og ti ladestandere, der kan betjene to busser hver. Desuden er der opført en bygning med værksted, vaskehal, kontorer og personalefaciliteter.
Elbusserne blev indviet ved et arrangement på Stændertorvet 13. april 2019, hvor Roskildes borgmester Joy Mogensen og Movias administrerende direktør Dorthe Nøhr Pedersen klippede den røde snor. Derefter var der gratis prøveture for først pressen og derefter for almindelige mennesker. Den daglige drift begyndte i forbindelse med køreplansskiftet dagen efter, 14. april 2019.
Efter den første måneds tid var erfaringerne med elbusserne generelt gode. Der havde kun været få problemer med de nye busser, og de kunne køre længere på en opladning, end de skulle. Indtil slutningen af maj 2019 havde de 20 busser kørt ca. 150.000 km tilsammen, hvoraf enkelte havde kørt næsten 10.000 km. Samtidig var man sluppet af med motorlarmen i busserne, så man bedre kunne høre, hvad der blev sagt. Instrumentlydene måtte dog skrues ned, da de larmede for meget. Derudover skulle chaufførerne vænne sig til, at de nye busser accelererede væsentligt hurtigere end de gamle. Desuden skulle de være mere opmærksomme i trafikken, da busserne var praktisk taget lydløse.
Der kørte dog stadig dieselbusser på linjerne ud af Roskilde. I forbindelse med Movias udbud A19X, der blev afgjort i januar 2021, blev det imidlertid besluttet også at indsætte elbusser på dem. Da udbuddet trådte i kraft i december 2022, blev linje 98N, 207, 226, 227, 230R og 231 derfor også drevet elektrisk. Roskilde Kommunes borgmester udtalte i forbindelse med afgørelsen: "Roskilde Kommune besluttede i 2018 at gå over til 100% el på alle de busser, som kører internt i kommunen. Det har vi kun haft positive erfaringer med. Derfor er det et logisk skridt for os, at vi nu går med i udbuddet om de linjer, der kører mellem flere kommuner. CO2-udledningen kender hverken kommune- eller landegrænser."
I forbindelse med køreplansskiftet 29. juni 2025 blev der indført natkørsel på linje 201A og 202A nat efter fredag og lørdag.

## A-buslinjerne
| Linje | Oprettet          | Linjeføring                                                                          | Bemærkninger |
| ----- | ----------------- | ------------------------------------------------------------------------------------ | --- |
| 201A  | 11. december 2011 | Svogerslev – Katedralskolen – Roskilde Station – Himmelev Center – Trekroner Station | Også kørsel nat efter fredag og lørdag. |
| 202A  | 11. december 2011 | Margrethehåb - Møllehusvej – Roskilde Station – Handelsskolen, Musicon               | I myldretiden på skoledage er der ekstrakørsel mellem Roskilde Station, Sygehuset og Musicon. Linjen betjenes også nat efter fredag og lørdag. |

## Passagertal
De to A-buslinjer havde sammenlagt 2,3 mio. passagerer i 2024. Linje 201A havde 1,2 mio. passagerer og linje 202A 1,1 mio. passagerer. Til sammenligning havde alle bybuslinjerne i Roskilde (201A-206, 208-209 og 212) 2,7 mio. passagerer i 2024, hvoraf A-busserne altså stod for 86,8 %.
Passagerne tælles stikprøvevis ved hjælp af såkaldte tællebusser, der er udvalgte busser med indbygget computer, der blandt andet tæller antallet af passagerer, der står på og af. Konceptet med tællebusser er ikke specielt for A-busserne men blev indført generelt efter forsøg med det i begyndelsen af 1980'erne. I 2008 var der 92 tællebusser i hele Hovedstadsområdet, der var indsat, så alle ture blev talt mindst en hverdag om måneden og tilsvarende for lørdag og søndag hvert kvartal. Ved den efterfølgende opregning af tallene tilføjes desuden ekstrakørsel og et tillæg for 0-2-årige børn, der ikke tælles automatisk.
| Linje | 2021      | 2022      | 2023      | 2024      |
| ----- | --------- | --------- | --------- | --------- |
| 201A  | 0868.069  | 1.123.344 | 1.205.445 | 1.214.410 |
| 202A  | 0685.119  | 0943.928  | 1.010.593 | 1.100.768 |
| I alt | 1.553.188 | 2.067.272 | 2.216.038 | 2.315.177 |

## Historisk oversigt over A-buslinjerne
Nedenfor er gjort rede for både permanente og længerevarende midlertidige ændringer, i det der dog ved de midlertidige til tider hersker en vis usikkerhed om de konkrete datoer, hvorfor angivelserne må tages med forbehold. Der er set bort fra omlægninger af få dages varighed og i forbindelse med forskellige arrangementer. Desuden er der set bort fra oprettelser og nedlæggelser af stoppesteder.
Ved datoangivelserne er generelt gået ud fra driftsdøgnet, der går fra ca. kl. 5 om morgenen den pågældende dag til ca. kl. 5 næste dags morgen. Permanente ændringer vil typisk være trådt i kraft ved begyndelsen af driftsdøgnet. Midlertidige ændringer kan være trådt i kraft ved begyndelsen af driftsdøgnet, men det kan også være sket i løbet af det. Tilsvarende kan midlertidige ændringer være afsluttet i løbet af driftsdøgnet, men de kan også have fortsat til slutningen af det, dvs. til om morgenen dagen efter den angivne dato.

### Linje 201A
- Linjeføring
  - Trekroner st. – > Trekroner Centervej > Trekronerparken > Trekroner Allé >(/< Trekroner Stationsvej <) – Nordens Parkvej – Herregårdsvej – Himmelev Sognevej – Haraldsborgvej – Kongebakken – Kong Valdemars Vej – Klosterengen – Dronning Margrethes Vej – > Skt. Ols Stræde >(/ <Skt. Peders Stræde <) – Skt. Ols Gade – Palæstræde – Stændertorvet – Allehelgensgade – Jernbanegade – Roskilde st. – Jernbanegade – Ringstedgade – Holbækvej – Svogerslev Hovedgade – Kongemarksvejen – Svogerslev, Søbredden[2]
- Overordnede linjevarianter
  - Trekroner st. – Svogerslev, Søbredden[2]
- Vigtige knudepunkter
  - Trekroner st., Himmelev Center, Stændertorvet, Roskilde st., Katedralskolen, Svogerslev
- Materiel (fælles med linje 202A)
  - 11 elbusser af typen Yutong E12LF, garageret hos Umove, Roskilde[46]

| Entreprenør       | Entreprenør                       |
| Fra               | Operatører                        |
| ----------------- | --------------------------------- |
| 11. december 2011 | Arriva Skandinavien A/S, Roskilde |
| 14. april 2019    | Umove, Roskilde                   |

| Rutehistorik (permanente og længerevarende midlertidige større ændringer) | Rutehistorik (permanente og længerevarende midlertidige større ændringer) |
| Dato/periode                                                              | Ændring |
| ------------------------------------------------------------------------- | --- |
| 11-12-2011                                                                | Linje 201A oprettes ad følgende rute: Trekroner st. – > Trekroner Centervej > Trekronerparken > Trekroner Allé >(/< Trekroner Stationsvej <) – Nordens Parkvej – Herregårdsvej – Himmelev Sognevej – Haraldsborgvej – Kongebakken – Kong Valdemars Vej – Klosterengen – Dronning Margrethes Vej – > Skt. Ols Stræde >(/ <Skt. Peders Stræde <) – Skt. Ols Gade – Palæstræde – Stændertorvet – Allehelgensgade – Jernbanegade – Roskilde st. – Jernbanegade – Ringstedgade – Holbækvej – Svogerslev Hovedgade – Kongemarksvejen – Svogerslev, Søbredden. Linjen erstatter linje 602, 603, 604, 852 og 855 der nedlægges og linje 216 der omlægges. |
| 14-01-2013 - 27-02-2013                                                   | Omlægges ad Ollerupvej - Fynsvej - Himmerlev Bygade i retning mod Trekroner st. Omlægningen skyldes vejarbejde. |
| 23-04-2015 - 13-09-2015                                                   | Omlægges ad Jernbanegade - Algade - Kong Valdemars Vej. Omlægningen skyldes vejarbejde. |
| 03-01-2022 - ca. 27-05-2022                                               | Omlægges ad Trekroner Centervej - Trekroner Stationsvej i retning mod Svogerslev. Omlægningen skyldes etablering af en ny gangbro over Trekroner Allé. |
| 15-01-2024 - ca. 01-04-2024                                               | Omlægges ad Kong Valdemars Vej - Frederiksborgvej. Omlægningen skyldes vejarbejde på Dronning Margrethes Vej. |
| 29-06-2025                                                                | Der indføres drift nat efter fredag og lørdag. |

### Linje 202A
- Linjeføring
  - Margrethehåb, Margrethehåbsvej/Sneglehøj – Margrethehåbsvej – Låddenhøj – Møllehusvej – Helligkorsvej – Støden – Ringstedgade – > Bredgade >(/< Schmeltz Plads < Borchsgade <) – Allehelgensgade – Jernbanegade – Roskilde st. – Jernbanegade – Køgevej – > Søndre Ringvej > Maglegårdsvej > Pulsen >(/< Køgevej <) – Musicon[3]
- Overordnede linjevarianter
  - Margrethehåb – Musicon[3]
  - Roskilde st., Sygehuset - Musicon (kun myldretid på skoledage)[3]
- Vigtige knudepunkter
  - Margrethehåb, Roskilde st., Musicon
- Materiel (fælles med linje 201A)
  - 11 elbusser af typen Yutong E12LF, garageret hos Umove, Roskilde[46]

| Entreprenør       | Entreprenør                       |
| Fra               | Operatører                        |
| ----------------- | --------------------------------- |
| 11. december 2011 | Arriva Skandinavien A/S, Roskilde |
| 14. april 2019    | Umove, Roskilde                   |

| Rutehistorik (permanente og længerevarende midlertidige større ændringer) | Rutehistorik (permanente og længerevarende midlertidige større ændringer) |
| Dato/periode                                                              | Ændring |
| ------------------------------------------------------------------------- | --- |
| 11-12-2011                                                                | Linje 202A oprettes ad følgende rute: Margrethehåb, Margethehåbsvej/Troldehøj – Margrethehåbsvej – Låddenhøj – Møllehusvej – Helligkorsvej – Støden – Ringstedgade – > Bredgade >(/< Schmeltz Plads < Borchsgade <) – Allehelgensgade – Jernbanegade – Roskilde st. – Jernbanegade – Køgevej – Søndre Ringvej – > Rabalderstræde > Pulsen >(/< Maglegårdsvej <) – Musicon. Linjen erstatter linje 229, 601, 604, 605, 607, 853 og 855 der nedlægges og linje 561E der omnummereres til 208E. |
| 15-04-2012                                                                | Endestationen i Musicon ændres fra Roskilde Handelsskole til Erhvervsskolerne. |
| ??-??-2012                                                                | Omlægges mod Musicon så sløjfekørslen i stedet for Rabalderstræde bliver ad Køgevej > Stenkrogen > busvej > Pulsen. Omlægningen skete i løbet af sommeren. |
| 22-08-2012 – ??-??-2012                                                   | Omlægges midlertidigt ad Jernbanegade – Algade – Københavnsvej – Ny Østergade. Omlægningen skyldes renovering og spærring af Køgevej-viadukten under jernbanen. Roskilde.dk oplyser at det vil vare til 09-11-2012, men Movia til 28-12-2012. |
| 09-12-2012                                                                | Linjen gaffeldeles i dagtimerne på hverdage, så der skiftevis køres til Margrethehåb og ligeud ad Låddenhøj til vendepladsen ved Peblingevej med tilbagekørsel via Hyrdehøj. Om aftenen og i weekenderne køres kun til Margrethehåb. |
| 24-03-2013                                                                | Endestationen i Margrethehåb ændres til Margrethehåbsvej/Sneglehøj. Oprindeligt kørtes ad Margrethehåbsvej med vending i rundkørslen ved Græsengen og retur ad Margrethehåbsvej med endestationsophold ved Troldehøj. Fremover er der endestationsophold ved Sneglehøj på udturen, før der vendes i rundkørslen og køres retur. |
| 10-08-2014                                                                | Udvidet kørsel i myldretiden mellem Roskilde st.,Sygehuset og Musicon til erstatning for linje 208E der nedlægges. |
| 23-04-2015 - 13-09-2015                                                   | Omlægges i retning mod Margrethehåb ad Jernbanegade - Ringstedgaden - Støden. Omlægningen skyldes vejarbejde. |
| 11-11-2015 - 08-04-2016                                                   | Omlægges ad Køgevej - Darupvej - Maglegårdsvej i stedet for ad Pulsen - Maglegårdsvej - Søndre Ringvej. Omlægningen skyldes vejarbejde. |
| 11-12-2016                                                                | Afgange der hidtil har kørt til Låddenhøj ved Peblingevej føres i stedet til Margrethehåb. |
| 10-12-2017                                                                | Sløjfekørslen ved Musicon omlægges så der køres den modsatte vej rundt ad Søndre Ringvej - Maglegårdsvej - Pulsen - Køgevej. |
| 29-06-2025                                                                | Der indføres drift nat efter fredag og lørdag. |